# Neamia
A Neamia a sugarasúszójú halak (Actinopterygii) osztályához a sügéralakúak (Perciformes) rendjéhez, ezen belül a kardinálishal-félék (Apogonidae) családjához tartozó nem.

## Rendszerezés
A nembe az alábbi 4 faj tartozik:
- Neamia articycla Fraser & Allen, 2006
- Neamia notula Fraser & Allen, 2001
- Neamia octospina Smith & Radcliffe, 1912
- Neamia xenica Fraser, 2010